# Liwaa Yazji
Liwaa Yazji, ortografía alternativa Liwaa Yazaji, (en árabe: لواء يازجي), nacida en 1977 en Moscú, Unión Soviética) es una cineasta, dramaturga, guionista de televisión, y poeta siria. Sus obras, escritas en árabe, han sido traducidas al inglés y presentadas en el Reino Unido, Estados Unidos y, en versiones originales en árabe, en diversos países árabes.

## Primeros años y educación
Yazji nació de padres sirios, Haidar Yazaji (1946-2014), un artista, y Salwa Abdullah, quien es ginecóloga y se desempeñó como Ministra de Asuntos Sociales y Trabajo en el gobierno sirio de 2020 a 2021. Liwaa Yazji pasó sus primeros años de infancia en Moscú, donde sus padres estaban completando sus estudios académicos. La familia regresó a Siria a principios de la década de 1980 y permaneció en la ciudad de Alepo durante algunos años, antes de trasladarse a Damasco, donde terminó su educación primaria, preparatoria y secundaria. Luego estudió literatura inglesa en la Universidad de Damasco (1995-1998) e hizo su diploma de posgrado en estudios literarios (1998-1999). De 1999 a 2003, se matriculó en estudios de teatro en el Instituto Superior de Arte Dramático de Damasco.

## Carrera
A partir de 2003 trabajó como dramaturga y asistente de dirección en varios proyectos teatrales en Damasco. En 2007, trabajó para el Comité General de la Capital Árabe de la Cultura 2008, donde estuvo a cargo de la programación de espectáculos de teatro y danza sirios para el programa cultural del año. Después de esto, participó en proyectos de escritura creativa para teatro y televisión, trabajando como guionista para varias compañías de producción panárabes.
Cuando estalló la guerra civil siria en 2011, comenzó a trabajar en su primer largometraje documental, Haunted, estrenado en 2014. En 2016, se mudó primero a Beirut y luego a Berlín.  Desde 2012, Yazji ha sido miembro de la junta directiva de la organización cultural siria sin fines de lucro Ettijahat – Independent Culture.
La obra de Yazji está marcada por sus reflexiones sobre la crueldad de la guerra en Siria, su situación como escritora con familia en Siria, que toma partido en contra de esta guerra,  y por las tradiciones políticas y surrealistas del teatro, como la de Bertold Brecht y Edward Bond, cuya obra Saved tradujo al árabe en 2015.

Si decido dejar de escribir, entonces el enemigo –o la dictadura, digamos– logra hacerme callar, ya sea dentro o fuera del país, [...] Así que se trata de lidiar con tu propia censura y tus propios miedos.
— Liwaa Yazji 

## Obras
Here in the park
Esta fue su primera obra de teatro, publicada en mayo de 2012, aunque originalmente fue escrita entre 2007 y 2009. Fue publicada por la editorial Mamdouh Adwan en Damasco.
In peace, we leave home
Una colección de poesía publicada en 2014 en Beirut, Líbano. Los poemas de esta colección fueron escritos durante un lapso de varios años antes de ser publicados. Una traducción de tres poemas de esta colección fue publicada en inglés por CEC ArtsLink y The Martin E. Segal Theater en Nueva York en 2017, después de que el autor fuera artista residente en la Poets House de Nueva York.
The brothers
Una serie dramática de 100 episodios, escrita por Liwaa Yazji y Mohammad Abou Laban. Se emitió por primera vez en 2014 en el canal de televisión de Abu Dhabi y luego se distribuyó en todos los canales panárabes.
Haunted
Un documental de larga duración que Yazji escribió, produjo y dirigió, estrenado en 2014. Fue financiado con fondos de la Fundación Heinrich Boell. La película lleva al espectador a un viaje surrealista a través de las vidas de nueve personas que están desplazadas internamente en Siria o buscan refugio en el Líbano.
Ganó la Mención Especial en su estreno en el Festival de Cine Documental de Marsella en 2014 y el Bronce Al Waha en el festival GIGAF en Túnez en 2016. La película también realizó una gira por otros festivales internacionales y se estrenó en cines seleccionados.
Goats
Una obra surrealista sobre unos aldeanos que reciben una cabra del alcalde local como compensación por sus hijos que murieron en la guerra civil.  Traducida al inglés en 2017 por Katharine Halls y tras una primera lectura teatralizada durante el evento “Told From the Inside” en el Royal Court Theatre, Londres, en 2016, se estrenó en el mismo recinto en diciembre de 2017. Goats también formó parte de PEN World Voices : International Play Festival 2018, Nueva York, y se produjo una lectura teatralizada en árabe en el Teatro Khashabi en Haifa, en febrero de 2019.
Q & Q
Una obra sobre el debate de dar a luz en condiciones de violencia, encargada por el Royal Exchange Theatre de Manchester. La obra fue transmitida por primera vez por BBC Radio y tuvo una lectura teatralizada en el Festival B!rth en 2016. También fue parte del Congreso Internacional de Mujeres Dramaturgas en Chile 2018,  y del Festival Internacional de Edimburgo 2017, con lecturas escenificadas en teatros, academias e instituciones de salud.
Waiting for the guests
Una obra corta publicada por primera vez en la revista Index on Censorship en 2018. Retrata a una mujer perseguida por el estado a causa de sus escritos. Por lo tanto, se encuentra ante la difícil elección de ser asesinada por los soldados o suicidarse y matar a su familia antes de que lleguen los soldados.

## Colaboraciones
Second-hand body
Un proyecto comisariado por el Festival Dancing on the Edge en Ámsterdam 2019, donde se presentó el monólogo poético de Yazji "Manzanas de mi abuela".
Kashash
Comisariada por Alma Salem en 2017, la plataforma curatorial Syrian Sixth Space reunió a 22 líderes culturales sirios, actualmente residentes en 10 países alrededor del mundo: Canadá, Estados Unidos de América, Alemania, Francia, Reino Unido, Turquía, Líbano, Emiratos Árabes Unidos, Países Bajos y Siria. Estos líderes culturales incluían artistas, intelectuales, periodistas, investigadores, técnicos de software y oradores públicos. En el evento, que tuvo lugar en los Países Bajos, presentaron públicamente un espacio multidimensional inspirado e informado por la tradición siria Kashash (trad.: criadores de palomas). Yazji participó con un cuento titulado “Los pájaros del anhelo”.
Reveal
Una "aventura de realidad activa", ambientada en la ciudad de Kings's Lynn, diciembre de 2018. Yazji participó con su poema lírico Maya`s Story, musicalizado por el compositor británico Sandy Nuttgens, con imágenes de Joe Magee e interpretado por Becky Banatvala.
Songs for days to come
Proyecto musical y poético, en el que participan los músicos sirios Kinan Azmeh, Dima Orsho y el violonchelista Kinan Abou-Afach, así como la pianista Lenore Davis y los poetas Lukman Derky, Mohammad Abou-Laban, Liwaa Yazji y otros. La participación de Yazji se llamó A Glimpse.
Windows of the soul - Story of Syria
Una película dirigida por Allyth Hajjo y Ammar Alani. 2010/2011, Siria, con Yazji como director asistente.
September rain
Una película dirigida por el cineasta sirio Abdellatif Abdelhamid en 2009/2010. Yazji asumió un papel en la película.

## Otros proyectos
Trash
Este proyecto recibió una beca de investigación para autores no germanoparlantes en Berlín en 2018.
Heim
Con el apoyo de la Beca para el Desarrollo de Series del Instituto de Cine de Doha 2019, Yazji coescribió el guion de una serie de televisión llamada Heim (que en alemán significa hogar o refugio), que trata sobre la vida de los refugiados en Tempelhof Heim en Berlín. La película fue seleccionada para ser parte del Qumra Film Market  en Doha 2020.